# Киндулкино
Киндулкино (мар. Киндулкан) — деревня в Медведевском районе Марий Эл Российской Федерации. Входит в состав Ежовского сельского поселения.
Численность населения — 5 человек (2021 год).

## География
Располагается в 9,5 км от административного центра сельского поселения — села Ежово.

## История
Киндулкино впервые упоминается в XVIII веке.

## Население
| 2010 | 2011 | 2012 | 2013 | 2014 | 2017 | 2018 |
| ---- | ---- | ---- | ---- | ---- | ---- | ---- |
| 6    | ↗11  | ↘7   | ↗8   | →8   | ↗10  | ↘6   |
| 2019 | 2020 | 2021 |      |      |      |      |
| →6   | ↘5   | →5   |      |      |      |      |

Национальный состав на 1 января 2014 г.:
| Национальность | Численность, чел. | Доля    |
| -------------- | ----------------- | ------- |
| всего          | 8                 | 100,0 % |
| Марийцы        | 6                 | 75 %    |
| Русские        | 2                 | 25 %    |

## Описание
Улично-дорожная сеть деревни имеет грунтовое покрытие. Просёлочная дорога, ведущая к посёлку, имеет грунтовое покрытие.
Жители проживают в индивидуальных домах, не имеющих централизованного водоснабжения и водоотведения. Дома не газифицированы.